# Angelo Sabino
Angelo Sabino, o en latín, Angelus Sabinus (fl. 1460s-1470s), fue un humanista de Renacimiento italiano, poeta laureado, filólogo clásico, imitador de Ovidio y un aparente deshonesto. 
El nombre real de Sabino fue, probablemente, Angelo Sani di Cure, con el topónimo indicando que era de Cure o Curi (antigua Cures), anteriormente territorio Sabino, de ahí su apelativo Sabinus. Escribió bajo una multitud de pseudónimos, incluyendo Aulus Sabinus cuando imitó a Sabinus quien era amigo de Ovidio, y Angelus Gneus Quirinus, una alusión a Quirino como el original dios sabino de la guerra en Roma antigua.

## Como poeta
Sabino se anunció a sí mismo como un poeta laureado en las portadas de sus ediciones de textos antiguos. No es claro en la corte de quién sostuvo dicha posición o en qué año, aunque un erudito conjeturó el año de 1469. De cualquier forma fue identificado como tal en el período de 1469-1474 siguiendo la composición de su épica histórica De excidio civitatis Leodiensis (“La caída de la ciudad de Liège”). Escrita en hexámetros latinos y estructurada en seis libros, este poema de 6000 líneas da antecedente histórico y narra el sitio, la captura y destrucción de Liège, hoy día Bélgica, por Luis XI de Francia y Charles el Valiente de Burgundy. Su tema de discusión era más extenso de lo que el título indica porque el De excidio también incluye una descripción de la boda de Charles con Margaret de York.
Sabino compuso el poema a petición de Onofrio de Santa Croce, el enviado papal que viajó a Liège en 1467 en un esfuerzo por negociar un acuerdo de paz. Onofrio falló en su embajada y el poema de Sabino estaba destinado a proveer un emotivo y narrativo contexto para entender el conflicto; o como Onofrio mismo declaró en su memoirs, el De excidio era un esfuerzo para justificar su propia conducta en el asunto. Jozef IJsewijn piensa que Onofrio había llevado a Sabino consigo a Liège y Maastricht, pero en otra parte se asume que Onofrio comisionó el poema después de su regreso. Sin importar si el poeta tuvo conocimiento de primera mano, De excidio es considerado una importante fuente histórica en el sitio y fue usado como tal por el historiador de principios del siglo XX Godefroid Kurth a lo largo de su clásico La Cité de Liège au Moyen-Edad. La épica de Sabino nunca fue publicada mientras vivió porque pronto perdió sus mecenas y propósito inmediato. El papa Paulo II para quien era originalmente planeado murióen 1471; Onofrio mismo murió sin haber regresado en buenos términos a la corte papal
Cuando Onofrio viajó de regreso de los Países Bajos a Roma trajo al joven Matthaeus Herbenus de Maastricht, futuro historiador, gramático y músico. Herbenus se convirtió en estudiante de Niccolò Perotti, un amigo de Sabino con cuyo nombre se convertiría más cercanamente asociado. Fue Herbenus el primero que puso el De excidio en más amplia circulación al regresar a su hogar en el norte, en donde su objeto de estudio sostenía un interés más directo. Envió copias a Henry de Bergen, obispo de Cambrai, para quien Erasmo sirvió más tarde como secretario; y a Lambert d'Oupeye, canciller del príncipe-obispo de Liège. La red a lo largo de la cual circuló el poema de Sabino es un ejemplo, si menor, de cómo proliferó el humanismo renacentista.
Herbenus añadió un poema corto y un prólogo en prosa de él mismo. El manuscrito para d’Oupeye termina con un breve argumenta o resúmenes de cada libro compuesto por Paschacius Berselius (d. 1535), monje benedictino de la abadía de St. Laurent cerca de Liège.
El crítico literario y poeta Henri Bebel (d. ca. 1516) quien advirtió a los lectores evadir historias que carecen de belleza y encanto, enlistó a Sabino entre los escritores notables recientes que deben ser tomados seriamente. Sabino se llamó a sí mismo vate, palabra latina que significa ambos: “poeta” y “profeta”, inspirado divinamente para hablar. Los poetas de la época de Augusto a veces asumían el papel de vates: por ejemplo, Ovidio en sus Fastos. “Desafortunadamente”, señaló un célebre historiador de principios del siglo XX, quien se inspiró en el poema de Sabino, “intervención milagrosa, tomada del paganismo, largos discursos y largas descripciones poéticas, lo vuelven una lectura agotadora.”

## Como educador
En el otoño de 1472, le fue ofrecido a Sabino un puesto de tres años como maestro de la escuela de gramática de Viterbo con un salario anual de 100 ducados, pero lo rechazó. Fue profesor de retórica por algún tiempo a principio de la década de 1470 en el Studium Urbi. El investigador clásico inglés William Lilye asistió a las conferencias de Sabino sobre gramática y retórica, así como a las de Sulpitius Veralunus y Pomponio Leto. Por septiembre de 1474, para razones que es unclear, Sabino era ya no un profesor universitario.

## Contienda literaria
En agosto de 1474, Georg Sachsel y Bartholomaeus Golsh publicaron el comentario de Sabino sobre el antiguo satírico romano Juvenal (Paradoxa in Iuvenalem) que dedicó a su amigo Niccolò Perotti. Acerca de Paradoxa, un editor del siglo XIX remarcó: «Estos comentarios no carecen de perspicacia e ingenio, pero se busca el juicio crítico y el gusto en vano. En consecuencia, él [Sabino], nos parece que tiene un valor muy limitado para entender al autor».
De acuerdo con Gyraldus y otros, Sabino y Perotti fueron atacados por el irascible Domizio Calderini, quien produjo una edición de Juvenal el mismo año. A pesar de que los Paradoxa de Sabino fueron escritos mucho antes de su publicación, Calderini arremetió contra él llamándole “Fidentinus” como el plagiario de los epigramas de Marcial, y a Perotti, “Brotheus” como el hijo de Vulcano quien se arrojó a sí mismo al fuego porque sus imperfecciones lo expusieron al ridículo. Algunas fuentes ubican a Sabino como Brotheus pues Calderini pudo haber usado el sobrenombre para ambos. Calderini había publicado una edición de Marcial a la que se adjunta un texto anotado de Ovidio: el terriblemente erudito poema-maldición Ibis, la fuente de la oscura figura de Brotheus.
En el curso de esta disputa literaria, Calderini llegó a considerar a Sabino como uno de sus más amargos enemigos, aunque difícilmente el único. Acusó a Sabino de robar el trabajo de sus estudiantes, cierto es que no era una práctica inaudita, mientras era profesor en Studium Urbi. En su Defensio adversus Brotheum, que adjuntó a su propio comentario a Juvenal, Calderini insinúa más que una pobre pedagogía cuando dice que Sabino (sub nomine “Fidentius”) “enseña a los chicos de manera equivocada cada día”. La contienda está referida también en el Dialogue of Learned Men de Paul Cortese.

## Crítico de texto
A Sabino se le atribuye la editio princeps del historiador Ammianus Marcellinus, trabajado desde el manuscrito Vaticanus Regiensis 1994. Sabino conservó los errores de los copistas y las lagunas en el manuscrito, una filosofía que el editor posterior del texto no compartió, en su lugar favoreciendo a menudo enmiendas sin fundamento. Fue publicado el 7 de junio de 1474 por Sachsel y Golsh, bajo el nombre de Angelus Eneus Sabinus. Sabino editó también a Terencio, dramaturgo del siglo II a. C. (1472), cuyas comedias en verso arregló a prosa; y al teólogo paleocristiano Lactantius (1474).

## Imitaciones de Ovidio
Sabino es, con frecuencia, conocido por sus falsificaciones de Ovidio. Las ediciones renacentistas de las ediciones de las Heroidas de Ovidio (una colección de epístolas en verso, escritas cada una en la persona de una legendaria mujer a su amante ausente), incluyen tres poemas atribuidos a A. Sabinus or “Aulus Sabinus, un célebre caballero (eques) y poeta". Ovidio refiere dos veces en su poesía a su amigo Sabinus. Dice que Sabinus escribió respuesta a seis de las Heroidas, las que enumera como Ulises a Penélope, en respuesta a la Heroida I; Hipólito a Fedra (H. IV); Eneas a Dido (H. VII); Demofonte a Filis (H.II); Jasón to Hypsipyla (H. VI); y Faón a Safo (H. XV). En su última carta desde el exilio, Ovidio se refiere de nuevo a Sabinus y menciona la carta de Ulises.
Sabino tomó dos de sus imitaciones de la lista, la carta de Ulises y la de Demofonte, y añadió una tercera: Paris a Enone, correspondiente a la Heroida V. Las tres epístolas siguieron siendo publicadas en ediciones de las Heroidas como trabajo auténtico del amigo de Ovidio hasta la era de los estudios literarios después de la Ilustración, y pueden ser encontradas en algunas colecciones en la década de 1800, mucho después de que Sabino fuera revelado como su autor.
Thomas Salusbury al inglés las tres imitaciones de Sabino de las Heroidas, que pueden ser encontradas en una antología de las epístolas en verso de Ovidio de 1795. Salusbury acepta el praenomen Aulus como la forma correcta del antiguo nombre de Sabinus , y los poemas como auténticos, afirmando que ellos expresan “un verdadero genio poético”. También dice que están incluidas en  “todas la tardías y mejores ediciones”. Una epístola aparte de Ulises, atribuida también a Sabinus, aparece en el manuscrito de otro humanista y puede tratarse de un trabajo anterior de Sabino o de un esfuerzo de otro imitador.
La autoría de Sabino de los poemas fue detectada, aunque no enteramente comprobada, por Girolamo Tiraboschi, historiador de la literatura de siglo XVIII. Pero los tres poemas no tenía, en realidad, la intención de ser “falsificaciones”, como Sabino presentó su autoría como una tomada de pelo más que un fraude. La colección Sabini poetae opera (“Trabajos del poeta Sabinus”) fue adjuntada a su edición de Ammianus de 1474, e incluso se había identificado él mismo como el autor de las imitaciones de las Heroidas en la introducción a su Paradoxa. Colgando otra pista, Sabino se apartó de la lista original de poemas de Ovidio escritos por Sabinus y sustituyó una de las cartas con una del príncipe troyano Paris.
La toma de identidades de latinos o griegos por hombres de letras del Renacimiento era común, y adoptar un personaje ovidiano por escrito en poesía neolatina había sido una postura literaria desde la Edad Media. Como anota Peter E. Knox en A companion to Ovid:
Pocos estudiosos han intentado discutir que la problemática carta de Safo a Faón en las Heroidas, cuya autenticidad como obra de Ovidio a menudo ha sido puesta en duda, fue otro de los esfuerzos de Sabino.

Sabino ha sido uno de los pocos poetas inclinado a cuestionar la castidad absoluta de Penélope durante las dos décadas de ausencia de su esposo, aunque a través la voz de Ulises mismo quien debió habérselo preguntado. La popularidad de las ediciones de las Heroidas que contienen las imitaciones de Sabino, contribuyó a las posteriores interpretaciones que plantea la cuestión.

## Nombres
La siguiente es una lista, tal vez no exhaustiva, de los muchos nombres bajo los cuales Sabino puede ser encontrado como autor de su propio trabajo en las referencias de sus contemporáneos y fuentes históricas, y en la erudición moderna.
- Angelo Sabino y Angelus Sabinus, las formas más comunes de su nombre; la primera, italiana; la segunda, latina.
- Angelus de Curribus Sabinis, “Angelo de Cures Sabina”, como autor de De excidio; también de Curibus.
- A. Sabinus o Aulus Sabinus, como autor de las tres epístolas ovidianas en verso.
- Fidentinus, el pseudónimo bajo el cual fue atacado por Calderini; y Brotheus, aunque éste es más usado para Perotti.
- Ange de Viterbe, una forma francesa usada por el autor de De excidio ligada al tiempo que pasó en Viterbo; no debe ser confundida con al menos otro Ange de Viterbe del siglo XIV, ni con Annio da Viterbo, un fabricador de textos antiguos.
- Angiolo Sabino, como el autor de De excidio en la Storia della letteratura italiana de Tiraboschi y otros.
- Angelus Gneus Quirinus Sabinus or Cneus.
- Angelus Eneus Sabinus, para su edición de Ammianus Macellinus; no es claro si cualquiera Cneus o Eneus es un error para el otro nombre, o si cada uno es un nom de plume separado.
- Angelus Croeus Sabinus, con Croeus como un posible error de Cnaeus, Cneus o Eneus.